# Manasseh Sogavare
Manasseh Sogavare (Popondetta, 17 gennaio 1955) è un politico salomonese, Primo ministro delle Isole Salomone dal 24 aprile 2019 al 2 maggio 2024.
È già stato Primo ministro dal 2000 al 2001, dal 2006 al 2007 e dal 2014 al 2017.
È deputato di Choiseul orientale dal 1997.